# Letanovce
Letanovce – wieś (obec) na Słowacji położona w kraju koszyckim, w powiecie Nowa Wieś Spiska. Zabudowania miejscowości tworzą zwarte skupisko nad oboma brzegami potoku Brusník na Kotlinie Hornadzkiej.
Pierwsze wzmianki o miejscowości pochodzą z roku 1250.
Według danych z dnia 31 grudnia 2012, wieś zamieszkiwało 2231 osób, w tym 1104 kobiety i 1127 mężczyzn.
W 2001 roku pod względem narodowości i przynależności etnicznej 76,56% mieszkańców stanowili Słowacy, a 20,54% Romowie.
Ze względu na wyznawaną religię struktura mieszkańców kształtowała się w 2001 roku następująco:
- Katolicy rzymscy – 94,93%
- Grekokatolicy – 0,36%
- Ewangelicy – 0,26%
- Ateiści – 0,52%
- Przedstawiciele innych wyznań – 0,1%
- Nie podano – 3,36%

We wsi jest przystanek kolejowy Letanovce.

## Galeria zdjęć

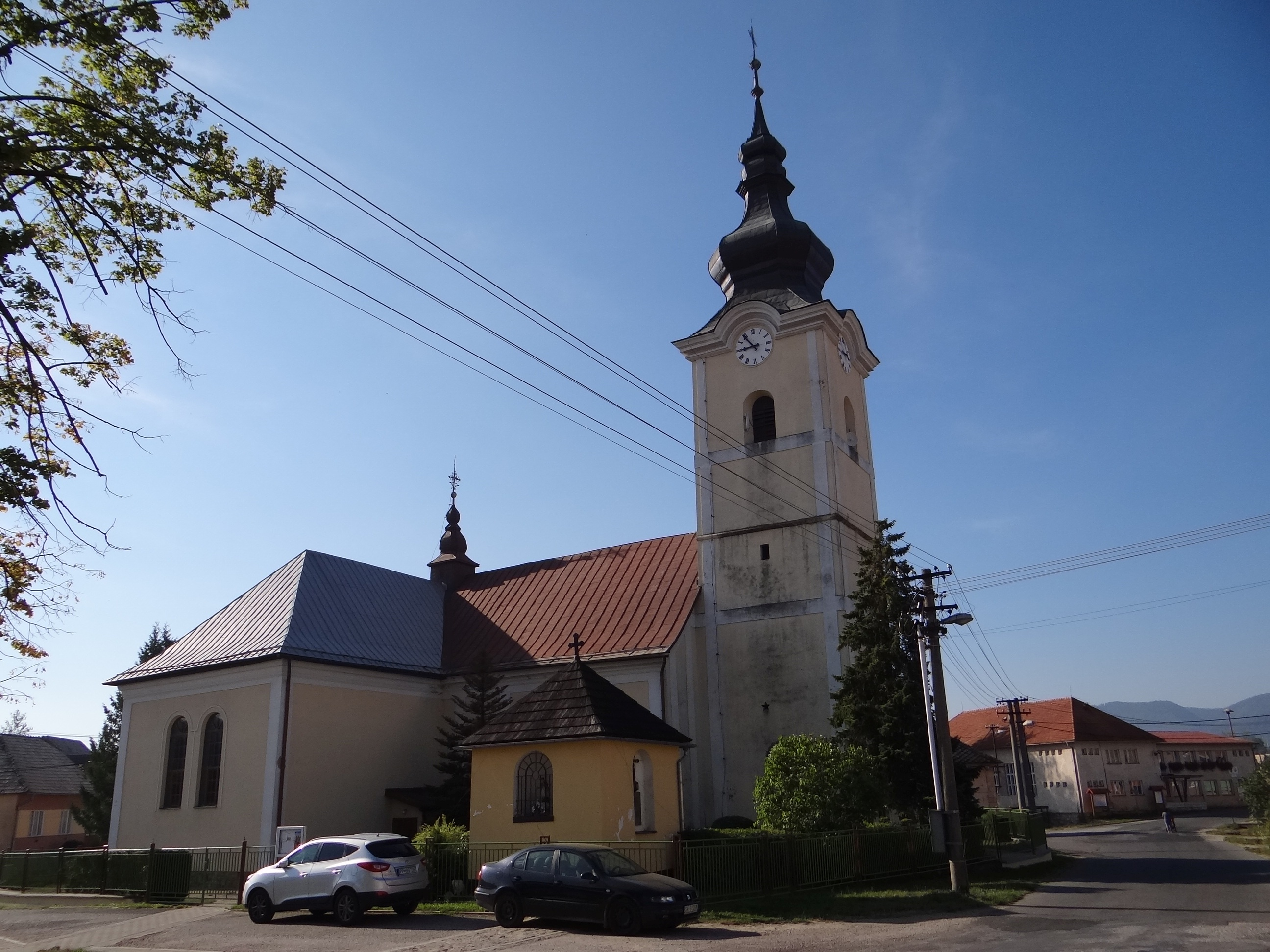
Kościół
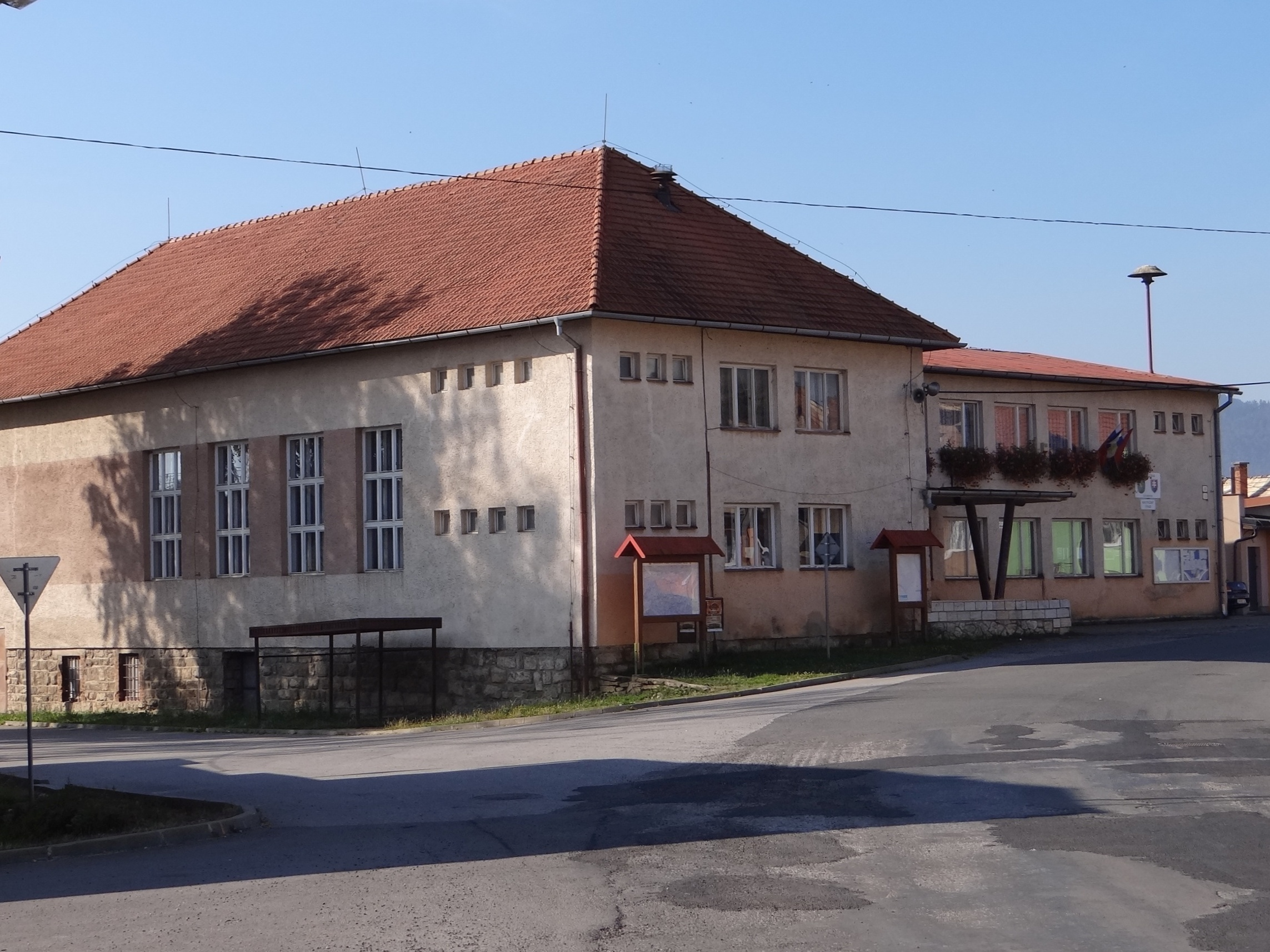
Szkoła
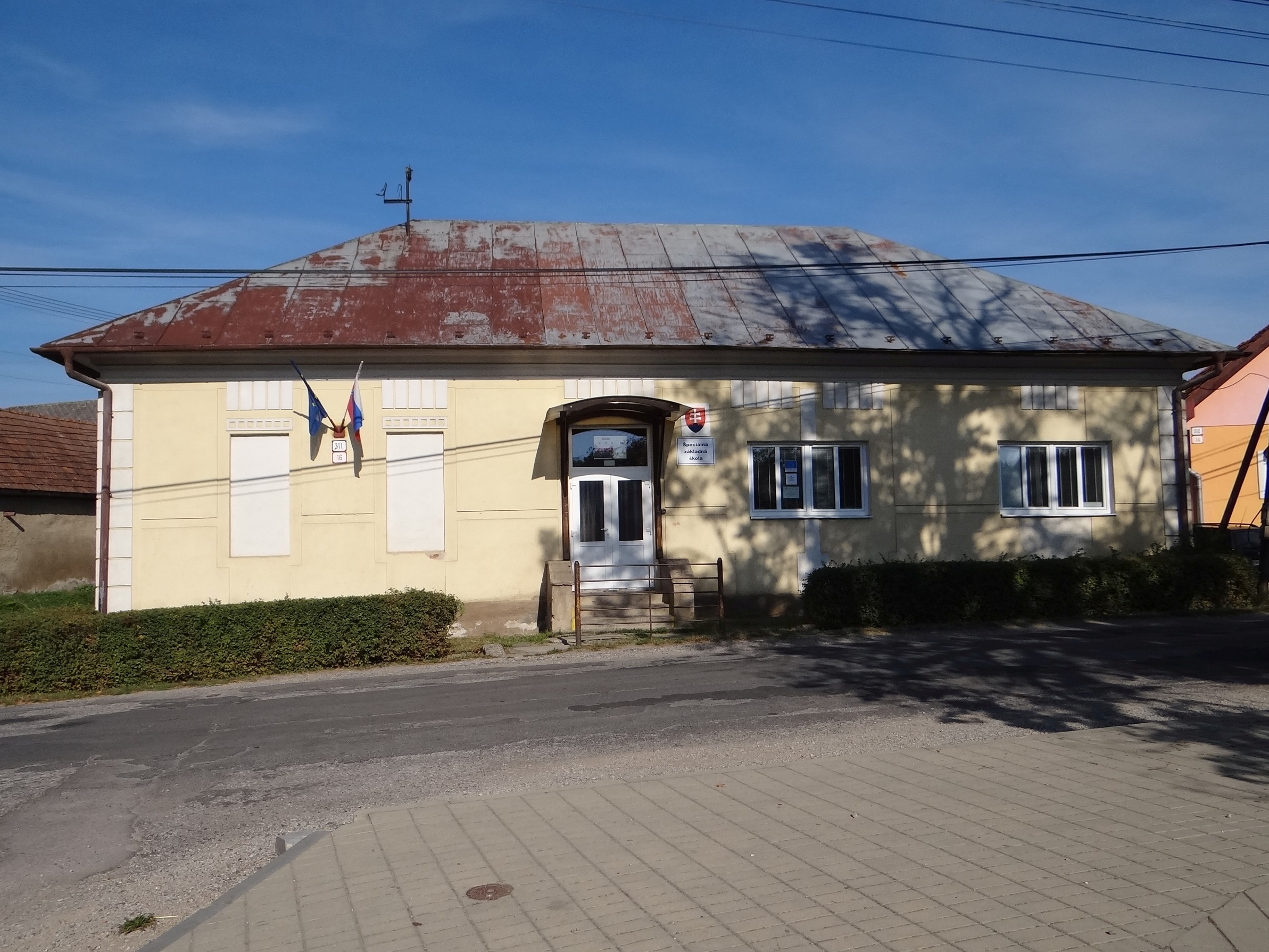
Budynek gminy